# Parantica agleoides
Parantica agleoides är en fjärilsart som beskrevs av Felder 1860. Parantica agleoides ingår i släktet Parantica och familjen praktfjärilar. Inga underarter finns listade i Catalogue of Life.

## Bildgalleri

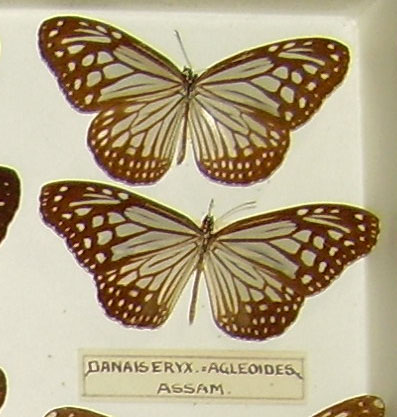